# Lijst van beelden in Lisse
Dit is een (onvolledige) chronologische lijst van beelden in Lisse. Onder een beeld wordt hier verstaan elk driedimensionaal kunstwerk in de openbare ruimte van de Nederlandse gemeente Lisse, waarbij beeld wordt gebruikt als verzamelbegrip voor sculpturen, standbeelden, installaties, gedenktekens en overige beeldhouwwerken.
Voor een volledig overzicht van de beschikbare afbeeldingen zie: Beelden in Lisse op Wikimedia Commons.

## Lisse
| Geplaatst | Omschrijving                     | Kunstenaar                      | Straat                             | Plaats | Materiaal                                        | Afbeelding |
| --------- | -------------------------------- | ------------------------------- | ---------------------------------- | ------ | ------------------------------------------------ | ---------- |
| 1951      | Monument voor de Gevallenen      | Cephas Stauthamer               | Oranjelaan                         | Lisse  |                                                  |            |
| 1951      | Verzetsmonument                  | Cephas Stauthamer               | Heereweg/ Oranjelaan               | Lisse  |                                                  |            |
| 1968      | Zwembadmozaïek                   | Ger van Iersel                  | Sportlaan 2, sportcentrum          | Lisse  |                                                  |            |
| 1970      | Speelplastiek De Klarinet        | Frans en Truus van der Veld     | Händelstraat 34, school            | Lisse  |                                                  |            |
| 1970/1980 | Groeiplastiek                    | Frans en Truus van der Veld     | Ruishornlaan 29, bij Tweemaster    | Lisse  |                                                  |            |
| 1970/1980 | Speelplastiek Rembrandtschool    | Frans en Truus van der Veld     | Frans Halsstraat 6, school         | Lisse  |                                                  |            |
| 1971      | Wandmozaïek                      | Jaap Min                        | Sportlaan 3, voorgevel             | Lisse  |                                                  |            |
| 1975      | Balk en kei                      | Frans de Wit                    | Westerdreef, De Beukenhof          | Lisse  |                                                  |            |
| 1979      | Speelplastiek De Lisbloem        | Frans en Truus van der Veld     | Orion/ Grote Beer                  | Lisse  |                                                  |            |
| 1980      | Speelplastiek St. Josephschool   | Frans en Truus van der Veld     | Achterweg 3, school                | Lisse  |                                                  |            |
| 1983      | Reliëfmozaïek                    | Frans en Truus van der Veld     | Vuursteeglaan 9, Volksuniversiteit | Lisse  |                                                  |            |
| 1986      | Windkracht 8                     | Frans en Truus van der Veld     | Winkelcentrum Blokhuis             | Lisse  |                                                  |            |
| 1987      | Vogel/roerdomp                   | Frans en Truus van der Veld     | Gerard Doustraat/ J. Israëlsstraat | Lisse  |                                                  |            |
| 1988      | Spiralen in hout                 | Rob Maingay                     | Melkweg/ Orion                     | Lisse  |                                                  |            |
| 1989      | Cultuur Kolom                    | Lejo den Hertog                 | Ruishornlaan, 't Poelhuys          | Lisse  |                                                  |            |
| 1994      | Het Vierkant                     | Herman Lamers                   | Heereweg, Ter Beek                 | Lisse  |                                                  |            |
| 1994      | Howdy Folks                      | Hein Van der Voort              | Ruishornlaan 21                    | Lisse  |                                                  |            |
| 1994      | Lisse, ronduit verteld           | Juul Sadée                      | Heereweg 349a                      | Lisse  |                                                  |            |
| 1994      | Man en hond                      | Jan Snoeck                      | Mendeldreef                        | Lisse  |                                                  |            |
| 1994      | Poort                            | Leontine Lieffering             | Oranjelaan 77, brandweerkazerne    | Lisse  |                                                  |            |
| 1997      | De handreiking                   | Frans en Truus van der Veld     | Hannie Schaftlaan, school          | Lisse  |                                                  |            |
| 1998      | Bol, ufo, zeppelin               | Han Goan Lim                    | Schouwstraat/ Randmeerstraat       | Lisse  |                                                  |            |
| 1998      | Speelplastiek De Engel           | Frans en Truus van der Veld     | Engelplein                         | Lisse  |                                                  |            |
| 1999      | De ontmoeting                    | Maree Blok en Bas Lugthart      | Van Speykstraat / Ruijterstraat    | Lisse  |                                                  |            |
| 1999      | Mensvogels                       | Leontine Sies                   | Westerdreef, bij De Beukenhof      | Lisse  |                                                  |            |
| 2000      | Meisje van Lisse                 | Berry Holslag                   | Heereweg                           | Lisse  |                                                  |            |
| 2002      | Granietblok met glasstructuur    | Bert van Loo                    | Ooievaarstraat, vijver             | Lisse  |                                                  |            |
| 2002      | Het meisje dat de draak bedwingt | Simona Vergani                  | Anna Blamandreef, vijver           | Lisse  |                                                  |            |
| 2003      | Egbert van 't Oever              | Frans en Truus van der Veld     | Egbert van 't Oeverstraat          | Lisse  |                                                  |            |
| 2010      | Groot nieuw beest                | Tom Claassen                    | Berkhoutlaan/De Madelief           | Lisse  |                                                  |            |
| 2011      | Circle of Love                   | Kees Verkade                    | Kanaalstraat, Grachthuisje         | Lisse  |                                                  |            |
| 2012      | B-17 monument                    |                                 | Heereweg 457                       | Lisse  |                                                  |            |
| 2012      | Growing Up                       | Paul van Osch                   | Bondstraat                         | Lisse  |                                                  |            |
| 2012      | Home Sweet Home                  | Herman Lamers                   | Heereweg                           | Lisse  |                                                  |            |
| 2012      | Twee Vogels                      | Frans en Truus van der Veld     | Kanaalstraat, t.o. Heulzicht       | Lisse  |                                                  |            |
| 2013      | een Social Sofa                  | Klaar Wolff en Annelies Witjens | Kanaalstraat, Ringvaartzijde       | Lisse  | glas-mozaïek + dichtregel Cornelis van der Woude |            |